# Devour You
Devour You — второй студийный альбом американской рок-группы Starcrawler, вышедший 11 октября 2019 года на лейбле Rough Trade Records и спродюсированный Nick Launay, ранее работавший с группами Yeah Yeah Yeahs, Arcade Fire и Nick Cave and the Bad Seeds. Альбом был поддержан четырьмя синглами.

## Об альбоме
| Совокупная оценка | Совокупная оценка |
| Источник          | Оценка            |
| ----------------- | ----------------- |
| AnyDecentMusic?   | 6.8/10            |
| Metacritic        | 72/100            |
| Оценки критиков   |                   |
| Источник          | Оценка            |
| AllMusic          | [ 4 ]             |
| Under the Radar   | [ 5 ]             |
| The Times         | [ 6 ]             |
| Exclaim!          | [ 7 ]             |
| DIY               | [ 8 ]             |
| Q                 | [ 9 ]             |
| Louder Than War   | 8/10              |
| Uncut             | [ 11 ]            |

Devour You получил «в целом благоприятные» отзывы критиков. На сайте Metacritic, который присваивает средневзвешенный рейтинг из 100 баллов рецензиям мейнстримных изданий, этот релиз получил средний балл 72 на основе 7 рецензий. Агрегатор Album of the Year поставил релизу 6,8 баллов из 10 на основе критического консенсуса из 7 рецензий.

## Список композиций
Все тексты написаны Devour You.
| №                   | Название            | Длительность |
| ------------------- | ------------------- | ------------ |
| 1.                  | «Lizzy»             | 2:56         |
| 2.                  | «Bet My Brains»     | 3:53         |
| 3.                  | «Home Alone»        | 2:32         |
| 4.                  | «No More Pennies»   | 3:47         |
| 5.                  | «You Dig Yours»     | 2:40         |
| 6.                  | «Toy Teenager»      | 1:07         |
| 7.                  | «Hollywood Ending»  | 3:25         |
| 8.                  | «She Gets Around»   | 3:13         |
| 9.                  | «I Don't Need You»  | 3:05         |
| 10.                 | «Rich Taste»        | 3:26         |
| 11.                 | «Born Asleep»       | 5:02         |
| 12.                 | «Tank Top»          | 1:18         |
| 13.                 | «Call Me a Baby»    | 3:37         |
| Общая длительность: | Общая длительность: | 40:00        |

| №   | Название       | Длительность |
| --- | -------------- | ------------ |
| 14. | «Pet Sematary» | 3:23         |

## Чарты
| Чарт (2019)                            | Высшая позиция |
| -------------------------------------- | -------------- |
| Шотландия (Scottish Albums Chart)      | 74             |
| США (Billboard Top Heatseekers Albums) | 14             |
| США (Billboard Independent Albums)     | 44             |
| США (Billboard Top Alternative Albums) | 25             |
| США (Billboard Top Rock Albums)        | 49             |